# Rosemary Dunsmore
Rosemary Dunsmore (Edmonton, 13 luglio 1953) è un'attrice canadese, attiva in campo teatrale, televisivo e cinematografico.

## Biografia
Durante la sua carriera in TV è stata candidata a due Gemini Award, mentre la sua attività teatrale la vista impegnata soprattutto al Stratford Festival, dove è stata apprezzata interprete di musical e opere di prosa come Pene d'amor perdute (1984), Lo zoo di vetro (2005), A Little Night Music (2016), Le Baccanti (2017) e King Charles III (2018). Nel 2021 ha ottenuta il ruolo della psicopatica e malvagia Dr. Amanda Mixter nella serie televisiva horror Chucky.

## Filmografia parziale

### Cinema
- Dancing in the Dark, regia di Leon Marr (1986)
- I gemelli (Twins), regia di Ivan Reitman (1988)
- Atto di forza (Total Recall), regia di Paul Verhoeven (1990)
- Bach's Fight for Freedom, regia di Stuart Gillard – mediometraggio (1995)
- Uno sconosciuto in casa (Natural Enemy), regia di Douglas Jackson – direct-to-video (1996)
- College femminile (The Hairy Bird), regia di Sarah Kernochan (1998)
- L'acchiappasogni (Dreamcatcher), regia di Lawrence Kasdan (2003)
- Citizen Duane, regia di Michael Mabbott (2006)
- The Baby Formula, regia di Alison Reid (2008)
- Orphan, regia di Jaume Collet-Serra (2009)
- Faces in the Crowd - Frammenti di un omicidio (Faces in The Crowd), regia di Julien Magnat (2011)
- Sognando Alaska (Don't Get Killed in Alaska), regia di Bill Taylor (2014)
- The Toll, regia di Michael Nader (2020)
- Kicking Blood, regia di Blaine Thurier (2021)
- To Catch A Killer, regia di Damián Szifrón (2023)

### Televisione
- L'amico Gipsy (The Littlest Hobo) – serie TV, episodi 2x13-3x11 (1980-1981)
- ABC Weekend Specials – serie TV, episodio 9x04 (1985)
- I Campbell (The Campbells) – serie TV, 15 episodi (1986-1989)
- Four on the Floor – serie TV, 10 episodi (1986)
- Anna dai capelli rossi - Il sequel (Anne of Green Gables: The Sequel), regia di Kevin Sullivan – miniserie TV (1987)
- Street Legal – serie TV, 8 episodi (1987, 1990, 2019)
- L.A. Law - Avvocati a Los Angeles (L.A. Law) – serie TV, episodio 3x05 (1988)
- I miei due papà (My Two Dads) – serie TV, episodio 2x02 (1988)
- Hunter – serie TV, episodio 5x14 (1989)
- La bella e la bestia (Beauty and the Beast) – serie TV, episodio 2x17 (1989)
- Mom P.I. – serie TV, 26 episodi (1990-1992)
- MacGyver – serie TV, episodio 5x17 (1990)
- E.N.G. - Presa diretta (E.N.G.) – serie TV, episodi 1x09-4x18 (1990, 1993)
- La strada per Avonlea (Road to Avonlea) – serie TV, 5 episodi (1990, 1992, 1996)
- Bugiarda! (Liar, Liar), regia di Jorge Montesi – film TV (1993)
- Cose da non dire (Shattered Trust: The Shari Karney Story), regia di Bill Corcoran – film TV (1993)
- RoboCop – serie TV, episodio 1x19 (1994)
- Kung Fu: la leggenda continua (Kung Fu: The Legend Continues) – serie TV, episodio 4x09 (1996)
- Mai amore più grande (Mary & Tim), regia di Glenn Jordan – film TV (1996)
- Poltergeist (Poltergeist: The Legacy) – serie TV, episodio 2x19 (1997)
- PSI Factor – serie TV, episodi 1x13-3x09 (1997-1998)
- The Hunt for the Unicorn Killer, regia di William A. Graham – miniserie TV (1999)
- At the Mercy of a Stranger, regia di Graeme Campbell – film TV (1999)
- Blue Murder – serie TV, episodio 1x08 (2001)
- Soul Food – serie TV, episodi 2x07-2x10-4x05 (2001, 2003)
- The Associates – serie TV, episodi 2x06-2x09 (2002)
- The Interrogation of Michael Crowe, regia di Don McBrearty – film TV (2002)
- Queer as Folk – serie TV, episodio 3x07 (2003)
- Degrassi: The Next Generation – serie TV, episodio 4x01 (2004)
- La tela del ragno (The Grid) – miniserie TV, 5 puntate (2004)
- Una nuova vita per Zoe (Wild Card) – serie TV, episodio 2x09 (2004)
- ReGenesis – serie TV, 6 episodi (2004-2005)
- Kevin Hill – serie TV, episodio 1x15 (2006)
- Laboratorio mortale (Covert One: The Hades Factor), regia di Mick Jackson – miniserie TV (2006)
- La vita che sognavo (Playing House), regia di Kelly Makin – film TV (2006)
- Amore in sciopero (Wedding Wars), regia di Jim Fall – film TV (2006)
- In God's Country, regia di John L'Ecuyer – film TV (2007)
- A Raisin in the Sun - Un grappolo di sole (A Raisin in the Sun), regia di Kenny Leon – film TV (2008)
- Being Erica – serie TV, episodio 1x06 (2009)
- Il caso Jennifer Corbin (Too Late to Say Goodbye), regia di Norma Bailey – film TV (2009)
- I misteri di Murdoch (Murdoch Mysteries) – serie TV, episodio 3x05 (2010)
- National Museum - Scuola di avventura (Unnatural History) – serie TV, episodio 1x06 (2010)
- A caccia di licantropi (Red: Werewolf Hunter), regia di Sheldon Wilson – film TV (2010)
- La piccola moschea nella prateria (Little Mosque on the Prairie) – serie TV, episodio 5x09 (2011)
- Cracked – serie TV, episodio 1x01 (2013)
- Between – serie TV, 5 episodi (2015-2016)
- Orphan Black – serie TV, 13 episodi (2015-2016)
- Accusata ingiustamente (Fugitive at 17), regia di Jim Donovan – film TV (2017)
- Blood Honey, regia di Jeff Kopas – film TV (2017)
- Coroner – serie TV, episodi 1x01-1x08 (2019)
- The Hot Zone - Area di contagio (The Hot Zone) – serie TV, episodi 1x01-1x04-1x06 (2019)
- Chucky – serie TV, 7 episodi (2021-2022)
- Good Sam – serie TV, episodi 1x04-1x13 (2022)
- Il Commissario Gamache - Misteri a Three Pines (Three Pines) – serie TV, episodi 1x05-1x06 (2022)

### Doppiaggio
- Anne of Green Gables: The Animated Series – serie animata, episodio 1x23 (2000)

## Doppiatrici italiane
Nelle versioni in italiano delle opere in cui ha recitato, Rosemary Dunsmore è stata doppiata da:
- Licinia Lentini in At the Mercy of a Stranger, College femminile, L'acchiappasogni
- Anita Bartolucci in Anna dai capelli rossi
- Lorenza Biella in Orphan
- Eliana Farinon in Sognando Alaska
- Antonella Giannini in Orphan Black
- Antonella Alessandro ne La tavola di Natale
- Chiara Salerno ne Le pagine del nostro amore